# Pagadian
Pagadian è una città componente delle Filippine, capoluogo della Provincia di Zamboanga del Sur e della Regione della Penisola di Zamboanga.
Pagadian è formata da 54 baranggay:
- Alegria
- Balangasan (Pob.)
- Balintawak
- Baloyboan
- Banale
- Bogo
- Bomba
- Buenavista
- Bulatok
- Bulawan
- Dampalan
- Danlugan
- Dao
- Datagan
- Deborok
- Ditoray
- Dumagoc
- Gatas (Pob.)

- Gubac
- Gubang
- Kagawasan
- Kahayagan
- Kalasan
- Kawit
- La Suerte
- Lala
- Lapidian
- Lenienza
- Lizon Valley
- Lourdes
- Lower Sibatang
- Lumad
- Lumbia
- Macasing
- Manga
- Muricay

- Napolan
- Palpalan
- Pedulonan
- Poloyagan
- San Francisco (Pob.)
- San Jose (Pob.)
- San Pedro (Pob.)
- Santa Lucia (Pob.)
- Santa Maria
- Santiago (Pob.)
- Santo Niño
- Tawagan Sur
- Tiguma
- Tuburan (Pob.)
- Tulawas
- Tulangan
- Upper Sibatang
- White Beach